# Peter Wooliscroft
Peter Wooliscroft är en brittisk musikproducent och skivinspelningstekniker som arbetat med bland annat Talk Talk, Hanoi Rocks, Kate Bush, Peter Gabriel, The Waterboys och Robyn Hitchcock.